# قصعين جريسي
قصعين جريسي[بحاجة لمصدر] (الاسم العلمي:Salvia campanulata) هو نوع نباتي يتبع جنس القصعين من فصيلة الشفوية.